# Eco Investment Praha
L'Eco Investment Praha è stata una società ceca di calcio a 5 con sede a Praga.

## Storia
La società è stata fondata nel 1990 come FC Defect Praha; tre anni più tardi è stata uno dei club fondatori del campionato nazionale ceco. Dal 1998 al 2006 è stata affiliata al Viktoria Žižkov, divenendone la sezione calcettistica. La società ha vinto due campionati nazionali, nel 1996 come DFC Praha e nel 1999 come Viktoria Zizkov. A questi si aggiungono cinque coppe della Repubblica Ceca: nel 1995 come DFC Praga, nel 1998, 2003 e 2004 come Viktoria Zizkov e nel 2007 come Eco Investment Praha, ultima denominazione del club. Al termine della stagione 2008-09 la società ha infatti cessato l'attività agonistica, cedendo il proprio titolo al Balticflora Teplice.

## Denominazioni
- 1990-1996: Defect Praha
- 1996-1997: DFC Praha
- 1997-1998: Viktoria Žižkov DFC
- 1998-2006: Viktoria Žižkov
- 2006-2009: Eco Investment Praha

## Palmarès
- Campionati di Repubblica Ceca: 2
1995-96, 1998-99
- Coppe della Repubblica Ceca: 5
1995, 1998, 2003, 2004, 2007